# Myriopholis cairi
Myriopholis cairi — вид змій родини струнких сліпунів (Leptotyphlopidae). Мешкає в Африці.

## Поширення і екологія
Myriopholis cairi мешкають в долині Нілу на території Єгипту і Судану, а також спостерігалися в Мавританії, Нігері та в Сомалі (зокрема в горах Голіс). Вони живуть в сухих чагарникових заростях, на полях і в садах, поблизу водойм, на висоті до 400 м над рівнем моря. Ведуть риючий, нічний спосіб життя. Живляться дрібними безхребетними.